# Marville-Moutiers-Brûlé
Marville-Moutiers-Brûlé és un municipi francès, situat al departament de l'Eure i Loir i a la regió de Centre – Vall del Loira. L'any 2007 tenia 902 habitants.

## Demografia

### Població
El 2007 la població de fet de Marville-Moutiers-Brûlé era de 902 persones. Hi havia 338 famílies, de les quals 74 eren unipersonals (41 homes vivint sols i 33 dones vivint soles), 107 parelles sense fills, 153 parelles amb fills i 4 famílies monoparentals amb fills.
La població ha evolucionat segons el següent gràfic:
Habitants censats

### Habitatges
El 2007 hi havia 378 habitatges, 339 eren l'habitatge principal de la família, 29 eren segones residències i 10 estaven desocupats. 374 eren cases i 2 eren apartaments. Dels 339 habitatges principals, 308 estaven ocupats pels seus propietaris, 26 estaven llogats i ocupats pels llogaters i 5 estaven cedits a títol gratuït; 1 tenia una cambra, 18 en tenien dues, 51 en tenien tres, 89 en tenien quatre i 181 en tenien cinc o més. 279 habitatges disposaven pel capbaix d'una plaça de pàrquing. A 123 habitatges hi havia un automòbil i a 197 n'hi havia dos o més.

### Piràmide de població
La piràmide de població per edats i sexe el 2009 era:
| Homes | Edats   | Dones |
| ----- | ------- | ----- |
| 0     | 95 o +  | 0     |
| 8     | 90 a 94 | 0     |
| 4     | 85 a 89 | 4     |
| 0     | 80 a 84 | 4     |
| 8     | 75 a 79 | 4     |
| 8     | 70 a 74 | 16    |
| 16    | 65 a 69 | 20    |
| 24    | 60 a 64 | 8     |
| 28    | 55 a 59 | 24    |
| 28    | 50 a 54 | 40    |
| 28    | 45 a 49 | 48    |
| 20    | 40 a 44 | 40    |
| 36    | 35 a 39 | 20    |
| 28    | 30 a 34 | 32    |
| 28    | 25 a 29 | 28    |
| 32    | 20 a 24 | 20    |
| 28    | 15 a 19 | 44    |
| 16    | 10 a 14 | 40    |
| 20    | 5 a 9   | 28    |
| 24    | 0 a 4   | 16    |

## Economia
El 2007 la població en edat de treballar era de 599 persones, 447 eren actives i 152 eren inactives. De les 447 persones actives 411 estaven ocupades (220 homes i 191 dones) i 35 estaven aturades (21 homes i 14 dones). De les 152 persones inactives 61 estaven jubilades, 48 estaven estudiant i 43 estaven classificades com a «altres inactius».

### Ingressos
El 2009 a Marville-Moutiers-Brûlé hi havia 336 unitats fiscals que integraven 913 persones, la mediana anual d'ingressos fiscals per persona era de 21.630 €.

### Activitats econòmiques
Dels 24 establiments que hi havia el 2007, 1 era d'una empresa alimentària, 1 d'una empresa de fabricació de material elèctric, 11 d'empreses de construcció, 2 d'empreses de comerç i reparació d'automòbils, 1 d'una empresa de transport, 1 d'una empresa financera, 1 d'una empresa immobiliària, 5 d'empreses de serveis i 1 d'una empresa classificada com a «altres activitats de serveis».
Dels 12 establiments de servei als particulars que hi havia el 2009, 2 eren paletes, 1 guixaire pintor, 3 fusteries, 2 lampisteries, 2 electricistes, 1 empresa de construcció i 1 perruqueria.
L'únic establiment comercial que hi havia el 2009 era una fleca.
L'any 2000 a Marville-Moutiers-Brûlé hi havia 15 explotacions agrícoles que ocupaven un total de 2.352 hectàrees.

## Equipaments sanitaris i escolars
El 2009 hi havia una escola elemental.

## Poblacions més properes
El següent diagrama mostra les poblacions més properes.